# Dean Melanson
Dean Clement Melanson (* 13. November 1973 in Antigonish, Nova Scotia) ist ein ehemaliger kanadischer Eishockeyspieler, der insgesamt zehn Spielzeiten in der American Hockey League und zwei in der National Hockey League verbracht hat. In Deutschland spielte er zwei Saisons in der Deutschen Eishockey Liga für die Iserlohn Roosters und die Kassel Huskies.

## Karriere
Dean Melanson begann seine Karriere mit 17 Jahren bei den Laser de Saint-Hyacinthe in der Ligue de hockey junior majeur du Québec. Gleich nach seiner ersten Saison wurde er ins Team der besten Rookies gewählt. Der Verteidiger blieb noch zwei weitere Jahre, in denen er neben Scorerpunkten auch eine hohe Anzahl an Strafminuten sammelte. Im NHL Entry Draft 1992 wurde er von den Buffalo Sabres in der vierten Runde an 80. Stelle ausgewählt.
1993 gab Melanson in den Playoffs der American Hockey League sein Profidebüt bei den Rochester Americans. Auch die nächsten drei Jahre spielte der Rechtsschütze im Farmteam der Sabres. In der Saison 1994/95 konnte er zusätzlich auch fünf Spiele in der National Hockey League absolvieren, da Buffalo ihn aufgrund zahlreicher Verletzungen im NHL-Team aus Rochester angefordert hatte. 1996 gewann Melanson den Calder Cup. Die Saison 1996/97 verbrachte er in der International Hockey League bei den Rafales de Québec. Von 1997 bis 1999 war Melanson dann wieder für die Rochester Americans aktiv. Im Sommer 1999 unterschrieb er dann als Free Agent einen Vertrag bei den Philadelphia Flyers. Diese setzen ihn aber nur im Farmteam, den Philadelphia Phantoms ein. Im März 2001 tauschten die Flyers Melanson gegen Matt Herr von den Washington Capitals. Für die Capitals konnte er insgesamt vier Spiele bestreiten, hauptsächlich war der Verteidiger in der AHL für die Portland Pirates aktiv. Im Dezember 2002 wurde er erneut getauscht, diesmal gegen Josef Boumedienne von den Ottawa Senators. Diese schickten ihn zu den Binghamton Senators in die AHL.
2003 spielte er zunächst einige Spiele in einer unterklassigen Liga, bevor ihn die Iserlohn Roosters im November 2003 verpflichteten. Hier sammelte er in nur 27 Spielen 150 Strafminuten. Anschließend wechselte Melanson innerhalb der Deutschen Eishockey Liga zu den Kassel Huskies. Zur Saison 2005/06 wechselte er wieder nach Nordamerika und verbrachte eineinhalb Spielzeiten in unterklassigen Ligen. Im Januar 2007 wechselte er wieder nach Europa, diesmal in die italienische Serie A zu den HC Milano Vipers. Die Saison 2007/08 spielte er in der Elite Ice Hockey League für die Basingstoke Bison. Anschließend beendete er seine professionelle Karriere.

## Erfolge und Auszeichnungen
- 1991 LHJMQ All-Rookie Team
- 1996 Calder-Cup-Gewinn mit den Rochester Americans
- 1999 Teilnahme am AHL All-Star Classic

## Karrierestatistik
(Legende zur Spielerstatistik: Sp oder GP = absolvierte Spiele; T oder G = erzielte Tore; V oder A = erzielte Assists; Pkt oder Pts = erzielte Scorerpunkte; SM oder PIM = erhaltene Strafminuten; +/− = Plus/Minus-Bilanz; PP = erzielte Überzahltore; SH = erzielte Unterzahltore; GW = erzielte Siegtore; 1 Play-downs/Relegation; Kursiv: Statistik nicht vollständig)